# برت ایرمان
برت دنتون ایرمان (به انگلیسی: Bart Denton Ehrman) (زاده ۵ اکتبر ۱۹۵۵) یک آمریکایی پژوهشگر کتاب مقدس است که در زمینه تصحیح متون عهد جدید،  عیسی (شخصیت تاریخی) و مسیحیت اولیه. او تألیف و ویرایش ۳۰ کتاب از جمله سه کتاب درسی دانشگاه را به رشته تحریر درآورده است. او همچنین شش کتاب در فهرست کتاب‌های پرفروش نیویورک تایمز را تألیف کرده‌است. او  ممتاز در زمینه دین‌شناسی در دانشگاه کارولینای شمالی در چپل هیل است.

## بررسی اجمالی نظریه‌ها

### هرم قدرت
بر اساس نظر برت ایرمان: در دنیای پاگانیسم باستان، خدایان را می‌توان به عنوان یک نوع هرم قدرت تصور کرد.
1. بزرگ‌ترین خدا، مثلاً زئوس، یا ژوپیتر، یا خدای ناشناخته‌ای در قله، در بالای این هرم قرار دارد.
2. زیر آن خدا، در تخیل عمومی، خدایان بزرگ دیگری با قدرت غیرقابل تصور وجود داشتند - برای مثال، خدایان کوه المپ، که از اساطیر یونان و روم شناخته می‌شوند.
3. در زیر آن خدا و دیگر خدایان، الوهیت‌های دیگری قرار داشتند که بسیار فراتر از ظرفیت‌های انسانی بودند. خدایان محلی مختلف و خدایان با کارکردهای مختلف که مافوق بشر بودند.
4. در زیر آنها الوهیت‌های کمتری وجود داشت که گاهی دایمون یا «دایمونیا» نامیده می‌شد. کلمه «شیاطین» از اینجا منشأ می‌گیرد، اما اینها لزوماً شیاطین نبودند - برخی خوب بودند، در حالی که برخی بد. آنها صرفاً الوهیت‌های سطح پایین بودند. آنها به اندازه خدایان المپیا قدرتمند نبودند، اما بسیار قدرتمندتر از انسان‌ها بودند و می‌توانستند بر مردم برای خیر یا شر تأثیر بگذارند.
5. زیر دایمون سطح «موجود الهی» یا «انسانی الهی» قرار داشت و شامل موجوداتی بود که بخشی از آن الهی و بخشی دیگر انسانی بودند. مردم باستان متوجه شدند که برخی از افراد بسیار قدرتمندتر از دیگران، بسیار باهوش‌تر و به مراتب زیباتر هستند. این به این دلیل بود که آنها بخشی از الهی را در درون خود داشتند. به عنوان مثال، در جهان روم، امپراتور روم به عنوان یک موجود الهی پرستش می‌شد. او از آن دسته موجوداتی بود که برتر از دیگران، اما پایین‌تر از خدایان بود و بنابراین، انسانی الهی بود و به عنوان یک انسان الهی، باید مانند سایر خدایان پرستش شود.[۱]

### فرهنگ توحیدی در مقابل شرک
در فرهنگ‌های توحیدی مدرن، دین منحصر به یک خدا است. اگر یکی از یهودیان ارتدوکس باشد، آنها به خدای یک مورمون اعتقاد ندارند. و حتی در میان فرقه‌های مسیحی، اگر یکی از گروه‌های کاتولیک رومی باشد، احتمالاً یک ماردار آپالاچی را قبول ندارند. با این حال، ادیان شرک آلود در دوران باستان تقریباً همیشه شامل عدم انحصار بودند. در دنیای باستان، نیازی به انتخاب نبود. این همان معنای مشرک بودن بود. اگر کسی یک خدا را می‌پرستید، باز هم می‌توانست خدایان دیگر را بپرستد. آنها مجبور نبودند تنها به یک خدا معتقد باشند. اگر کسی زئوس را می‌پرستید، می‌توانست آتنا و آپولون و هر خدای دیگری را که می‌خواست پرستش کند. اگر کسی می‌خواست پرستش خدای جدیدی را شروع کند، او را به خدایی که قبلاً می پرستیدش اضافه می‌کرد. در نتیجه، ادیان باستانی تقریباً همیشه نسبت به یکدیگر بسیار مدارا می‌کردند، نه عدم تحمل. آنها فراگیر بودند تا انحصاری.

### زندگی پس از مرگ
نکته قابل توجه این است که ادیان پاگانیسم باستان به جای زندگی پس از مرگ بر زندگی کنونی تمرکز داشتند. به نظر می‌رسد که بسیاری از مشرکان، احتمالاً، به سادگی باور نداشتند که زندگی پس از مرگ وجود داشته باشد. مطمئناً در کلاسیک‌های باستان داستان‌هایی از زندگی پس از مرگ وجود داشت، در اشعاری مانند ادیسه هومر یا انئید ویرژیل، اما این اشعار به عنوان داستان‌های خوبی شناخته می‌شدند. دیده نمی‌شد که آنها توصیفی از واقعیت باشند. این که بسیاری از مشرکان اصلاً به زندگی پس از مرگ اعتقاد نداشتند، در برخی کتیبه‌هایی که بر روی سنگ قبرهای باستانی یافت شده‌است، گواهی می‌دهد. آنها روی سنگ قبرهای باستانی اختصاراتی داشتند، از جمله یکی که یک مخفف ساده هفت حرفی لاتین بود. هفت حرف nffnsnc بود که مخفف کلمات لاتین — «من نبودم. من بودم؛ من نیستم؛ من اهمیتی نمی‌دهم.» یا به عبارت دیگر «تو نبودی، به وجود آمدی، دیگر نیستی و مهم نیست.» ین یک دیدگاه رایج در دنیای باستان بود. اما، اگر این درست است، اگر زندگی پس از مرگ وجود ندارد، چرا مردم احتمالاً می‌خواهند مذهبی باشند؟ آیا به این دلیل است که آنها می‌خواستند زنده بمانند، و احتمالاً حتی در زندگی کنونی شکوفا شوند؟ در عصری که فاقد پزشکی مدرن، حمل و نقل، فناوری و ارتباطات بود، خود زندگی در حاشیه بود. در آن دنیا هیچ درمانی برای بیماری یا بارداری و زایمان سخت وجود نداشت. اگر یک سال باران نمی‌بارید، یک روستا در سال آینده گرسنگی می‌کشید. هیچ روش مدرن آبیاری وجود نداشت و هیچ تضمینی برای زنده ماندن دام وجود نداشت. انواع چیزهایی وجود داشت که مردم نمی‌توانستند در دنیای باستان کنترل کنند. با این حال، این عقیده وجود داشت که خدایان قدرتمند هستند. خدایان می‌توانستند چنین چیزهایی را فراهم کنند. خدایان می‌توانند زندگی را ممکن سازند. آنها می‌توانند به مردم کمک کنند تا زنده بمانند و حتی رشد کنند. آنها می‌توانستند درد و بدبختی و مرگ را تا آنجا که ممکن است دفع کنند. برای این که این اتفاق بیفتد، خدایان باید در کنار انسان‌ها باشند و این مستلزم این بود که آنها با پرستش‌های مناسب شناخته شوند. در بافت باستانی، هیچ جدایی بین آنچه ما سیاست و مذهب می‌نامیم وجود نداشت. عقیده بر این بود که دلیل زنده ماندن و بزرگ شدن شهر و ایالت به خاطر خدایان بوده و به‌طور طبیعی، شهر و ایالت از پرستش خدایان حمایت می‌کردند. هیچ جدایی کلیسا و دولت وجود نداشت.